# George Jackson Brigade
Die George Jackson Brigade war eine sozialrevolutionäre terroristische Gruppe in Seattle, Washington. Sie gab sich den Namen des Black Panther und Gefangenen-Aktivisten George Jackson. Jackson wurde bei einem Fluchtversuch aus dem San Quentin Prison 1971 niedergeschossen und starb. Die Truppe verübte von März 1975 bis Dezember 1977 mindestens 20 Sprengstoffanschläge, meist auf staatliche Einrichtungen und raubte mindestens sieben Banken aus. Bei einem Banküberfall im Januar 1977 wurde ein Großteil der Gruppe verletzt, verhaftet oder getötet.

## Geschichte
Die Brigade bestand aus Jacksons ehemaligen Mithäftlingen Ed Mead und John Sherman und den Gefangenenrechts-Aktivisten Bruce Seidel, Rita „Bo“ Brown und Therese Coupez. Später stieß Mark Cook, der einzige African American in der Gruppe, zur Brigade. Die Georg Jackson Brigade hatte das Ziel, die Regierung der Vereinigten Staaten bzw. des State of Washington zu stürzen, die aktuelle Regierungsform und den internationalen Finanzkapitalismus zu überwinden und eine Form von kommunistischer Gesellschaft einzuführen. Sie fühlte sich mit dem Kampf der Black Panther für eine andere Gesellschaft verbunden und sahen im Gegensatz zur pazifistischen Bürgerrechtsbewegung nur einen gewaltsamen Weg zur Umwälzung der in den USA herrschenden Zustände. Ihre Ideale und Ziele formulierten sie in etlichen Bekennerschreiben nach Banküberfällen, Sprengstoffanschlägen, Anschlägen gegen Gerichte, öffentliche Verwaltungsgebäude und Maßregeleinrichtungen für Jugendliche und junge Erwachsene (correction facilities).
Von März 1975 bis Dezember 1977 raubte die Seattle Brigade mindestens sieben Banken aus und verübte Bombenanschläge auf 20 öffentliche Einrichtungen.
Nach einem Banküberfall im Januar 1976 auf die Pacific National Bank Filiale in Tukwila wurde ein Teil der Gruppe erschossen oder festgenommen. Weitere Personen wurden später verhaftet.

## Aktionen
Die erste Aktion der Brigade war ein Sprengstoffanschlag im Frühjahr 1975 auf die Washington State Corrections Offices in Olympia. Danach griffen sie mit Sprengsätzen einen Safeway Store, eine Puget-Sound-Substation und ein Büro der Bundesbehörde für Indian Affairs an. Daneben raubten sie sieben Banken aus.